# آنکاما
آنکاما (انگلیسی: Ankama) شرکت بازی ویدئویی فرانسوی است، که در سال ۲۰۰۱ تأسیس شد.